# Karl Möckel
Pour les articles homonymes, voir Mockel.
Karl Ernst Möckel, né le 9 janvier 1901 à Klingenthal et pendu le 28 janvier 1948 était un Obersturmbannführer SS (lieutenant-colonel) responsable de l'administration à Auschwitz. Jugé par le Tribunal national suprême polonais lors du procès d'Auschwitz, il fut reconnu criminel de guerre et exécuté par pendaison à la prison de Montelupich, Cracovie, le 28 janvier 1948.

## Éléments biographiques
Karl Ernst Möckel naît à Klingenthal dans l'Arrondissement du Vogtland à la frontière austro-hongroise, le 9 janvier 1901. Il est le fils d'un agent des douanes. En 1919, après avoir accompli ses études secondaires, il travaille un temps dans l'agriculture comme comptable, en 1925, il reprend des études en fiscalité à Leipzig et travaillera à Chemnitz comme vérificateur aux comptes. En 1924, il rejoint la SA et s'inscrit au NSDAP le 26 novembre 1925. En 1926 il adhère à la SS. De 1933 à 1941, il travaille au bureau principal de la SS pour l'Office central SS pour l'économie et l'administration (WVHA). En avril 1939, il reçoit le Symbole d'or du Parti nazi.
Mi-août 1942, il rejoint les Waffen-SS, le bras armé de la SS, au sein desquels il sert dans un bataillon de réserve. le 20 avril 1943, il arrive à Auschwitz et prend la tête de l'administration du camp (département IV),

### Auschwitz
Karl Möckel restera au camp jusqu'à son évacuation en janvier 1945. En tant que responsable de l'administration du camp (département IV), il était chargé de l'acquisition et de la distribution de la nourriture et des vêtements tant pour les SS que pour les détenus. La maintenance des bâtiments, dont le volet administratif de la gestion des chambres à gaz, faisait également partie de ses prérogatives. Il était responsable de tous les entrepôts, y compris de ceux contenant les effets personnels des détenus assassinés. Le volume important d'argent et d'objets de valeurs (bijoux, montres, etc.) dont les détenus étaient spoliés devait ainsi être trié, répertorié et comptabilisé. Möckel déclarera que, trimestriellement, ce sont de quinze à vingt valises d'objets précieux qui étaient transmises au WVHA ,,. Par son action et sa gestion, Karl Möckel fut donc l'un des rouages participant à la mise en œuvre de la Shoah.

### Procès

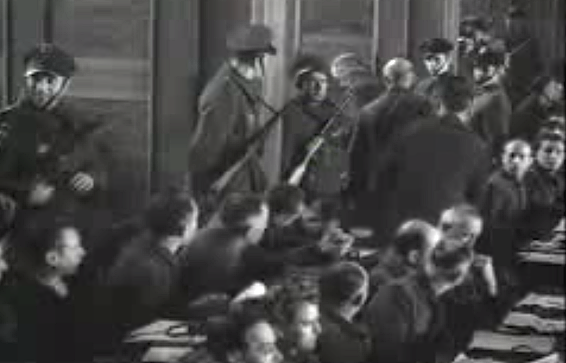
Le Procès d'Auschwitz, novembre-décembre 1947, Cracovie.

Karl Möckel fut jugé par le Tribunal national suprême. Le tribunal se réunit à Cracovie de 1946 à 1948. Entre le 24 novembre 1947 et le 22 décembre 1947, le tribunal siégea dans le cadre du procès d'Auschwitz qui devait statuer sur le sort de 40 membres du personnel d'Auschwitz dont Karl Möckel. Ce dernier fut condamné à mort, le 22 décembre 1947 et exécuté par pendaison à la prison de Montelupich, Cracovie, le 28 janvier 1948 avec vingt autres condamnés dont Maria Mandl.
Avec leur grade, identique à celui de Rudolf Höss, Karl Möckel et le commandant du camp principal, Arthur Liebehenschel, furent les plus haut-gradés à être jugés au Procès d'Auschwitz à Cracovie.